# Кароль Прасс
Кароль Прасс (пол. Karol Prass; (11 лютого 1907 , Львів, Цислейтанія  — 7 січня 1996 , Гливиці, Катовицьке воєводство )) — польський футболіст, правий крайній нападник.

## Біографія
Народився 11 лютого 1907 року в австро-угорському місті Лемберг (зараз Львів в Україні).
Був командувачем окружного підрозділу польської армії у Львові.
Грав у футбол на позиції правого крайнього нападника. У 1927—1932 роках виступав у чемпіонаті Польщі за львівську «Погонь». У першому сезоні провів лише один матч і забив один гол, проте згодом став футболістом основної обойми: у 1928—1930 роках на рахунку Праса 47 матчів та 9 м'ячів. Однак у 1931 та 1932 роках він знову грав мало, провівши відповідно 4 та 2 поєдинки.
У 1940 році ледь не став жертвою розстрілу поляків у Катинському лісі, але втік з транспорту, що прямував до Катині.
У 1945 році був заарештований НКВС і засуджений до страти, згодом заміненої 20 роками в'язниці. Відбувши половину терміну у Воркуті, 1956 року повернувся до Польщі. Працював директором гірничих училищ у Хожуві та Руді-Шльонській.
Помер 7 січня 1996 року в польському місті Гливиці.